# Google Cloud Print
Ne pas confondre avec Google Print.
Ne pas confondre avec Google Cloud Platform (GCP).
Google Cloud Print (GCP) était un service d'impression via Internet proposé par la société Google dont la première version a été publiée en janvier 2011. Il s'agissait d'un dispositif donnant accès à des imprimantes partagées. En novembre 2019, Google annonce la fin de vie de Google Cloud Print. La fermeture du service a eu lieu le 1er janvier 2021.
Depuis tout type d'appareil connecté au web (smartphone, tablette, PC, Chromebook...), les documents à imprimer passaient par une file d'attente gérée sur les serveurs de Google. Le traitement des impressions sur papier avaient ensuite lieu lorsque l'imprimante identifiée était disponible (ainsi que l'éventuel PC connecté si l'imprimante n'était pas directement connectée au cloud) .

## Historique
Le 15 avril 2010, Google a présenté cette nouvelle approche d'impression uniquement pour Chrome OS et d'autres applications web. 
Le 25 janvier 2011, la première version bêta de Google Cloud Print est publiée. Cette version uniquement en anglais est limitée aux États-Unis et l'imprimante doit être reliée à un PC avec Windows. Le service est alors disponible pour Google Documents et Gmail pour les terminaux mobiles connectés à Internet notamment pour ceux ayant Android 2.1+ iOS 3+ et pour des ordinateurs portables Chromebook,.
Le 13 décembre 2011, avec la sortie de Google Chrome 16 disponible aussi bien sur PC que sur appareils mobiles, grâce au menu d'impression du navigateur web, les documents peuvent être envoyés vers Google Cloud Print. De plus, depuis le site Google Cloud Print, il est désormais possible de partager une même imprimante avec plusieurs utilisateurs. Enfin, au lieu d'imprimer aussitôt sur papier, une fonctionnalité permet d'enregistrer un document au format PDF dans Google Docs.
Le 12 juin 2013, l'application Google Cloud Print est disponible sur le Google Play Store pour les tablettes et smartphones Android.
Le 22 juillet 2013, Google publie deux utilitaires pour Windows pour s'affranchir de Chrome lors du lancement d'une impression. Le premier utilitaire, Google Cloud Printer, installe une imprimante virtuelle rendant accessible sur un PC le service Google Cloud Print depuis n'importe quelle application Windows prenant en charge l'impression. Le deuxième utilitaire, Google Cloud Print Service, est un service Windows utilisable par les administrateurs réseau,.
Le 21 novembre 2019, Google annonce que Google Cloud Print ne sera plus disponible à compter du 1er janvier 2021.
Le 1er janvier 2021, le service Google Cloud Print est fermé et n'est plus accessible,.

## Fonctionnement

### Description générale
L'impression depuis un terminal mobile diffère sensiblement de l'impression traditionnelle entre un PC et une imprimante. En effet, il n'est pas nécessaire d'utiliser un port USB et l'installation d'un pilote d'impression sur l'appareil mobile est inutile.
Le service Google Cloud Print s'appuie sur une application web permettant de gérer des impressions quel que soit le lieu et quel que soit le smartphone ou la tablette. Il nécessite de s'identifier avec son compte Google.
Ce service fonctionne avec tout type d'imprimantes. La solution la moins contraignante est d'utiliser une imprimante compatible connectée directement à Internet. La solution alternative est d'utiliser à la fois une imprimante classique (donc non connectée directement à Internet) et un PC relié à l'imprimante et allumé au moment de l'impression.
La première étape de configuration consiste à connecter une imprimante au service Google Cloud Print ; c'est-à-dire à ajouter une imprimante à la liste des imprimantes déjà trouvées. Avec une imprimante classique, cette étape nécessite d'ouvrir le navigateur web Chrome sur le PC lié à l'imprimante pour ensuite activer le connecteur Google Cloud Print intégré.
Le navigateur web Chrome permet d'imprimer du contenu web depuis n'importe quel terminal : Android, iOS, Windows...
Pour imprimer depuis d'autres applications sur des terminaux mobiles, il faut installer une application spécifique. Sur Android, l'application officielle "Google Cloud Print" est à privilégier : elle permet d'imprimer via la commande "Partage" ou "Options" disponible sur beaucoup d'applications. Il existe d'autres applications d'impression mobile pour Android, iOS et Windows Phone,. 

### Limitations

#### Compatibilité avec les imprimantes

Logo Google Cloud Print Ready

Le logo "Google Cloud Print Ready" sur une imprimante connectée à Internet signifie qu'elle est compatible avec le service Google Cloud Print. Ces imprimantes évitent d'avoir besoin d'un ordinateur pour la configuration.
Google édite une liste d'imprimantes compatibles avec les informations spécifiques de configuration pour chaque imprimante.

#### Compatibilité des applications d'impression
Google tient à jour une liste des applications compatibles avec le service Google Cloud Print. Ces applications sont éditées par tout type d'éditeurs y compris Google et sont disponibles pour tout type de matériel : appareils mobiles Android ou iOS, PC Windows ou Mac, réseaux informatiques d'entreprises ou d'établissements scolaires.

### Confidentialité
Le service Google Cloud Print se comporte comme un serveur d'impression déporté. Il accueille donc une file d'attente des documents à imprimer. En matière de protection de la vie privée, d'après Christophe Gautier, "Google assure que les documents envoyés sont supprimés de ses serveurs dès que l’impression est terminée – mais il précise tout de même qu'ils sont susceptibles d'être utilisés afin d'améliorer la qualité d'impression."